# Immeuble Weissenburger
L'Immeuble Weissenburger est situé boulevard Charles-V à Nancy, à proximité du cours Léopold.

## Description
L'architecte de l'imprimerie Royer, Lucien Weissenburger, construit cet ensemble entre 1903 et 1904, qui constitue à la fois un hôtel particulier, un immeuble de rapport et un cabinet d'architecte. Le bâtiment, d'une conception rigoureuse, s'articule autour d'un vestibule couvert en terrasse. Les structures métalliques des planchers sont masquées par une enveloppe d'influence néogothique et naturaliste. Les ferronneries architecturales sont de Louis Majorelle. Leur structure porte des pièces de tôle reprenant le curieux motif d'algue des sculptures de l'enveloppe. Ici encore, les ferronneries contribuent à donner son unité à la façade.

## Classement
L'immeuble Weissenburger, a fait l'objet d’une inscription au titre des monuments historiques par arrêté du 3 juin 1994 et 
par la suite les façades et toitures, ainsi que les cloisons vitrées de Jacques Grüber ont fait l'objet d'un classement par arrêté du 12 avril 1996.